# Donna Lynne Champlin
Donna Lynne Champlin (Nueva York, 27 de enero de 1971) es una actriz estadounidense. Es conocida por interpretar a Paula Proctor en la serie de The CW Crazy Ex-Girlfriend (serie de televisión).

## Primeros años
Champlin nació en Rochester, Nueva York, de una madre escritora técnica y un padre científico. Durante su infancia participó en varias lecciones, producciones teatrales, y competiciones nacionales e internacionales en voz, piano, flauta, teatro y baile.
Champlin estudió teatro musical en la Universidad Carnegie Mellon, graduándose con su BFA en 1993, y en 1992 como un Erudito de Actuación Avanzada  en Shakespeare y Chekhov en la Universidad de Oxford. Mientras estaba en la universidad, actuó como Dorothy en El Mago de Oz con la Pittsburgh Civic Light Opera.

## Carrera
Champlin interpretó el rol principal en Very Warm for May, su debut en Broadway en James Joyce's The Dead, luego en By Jeeves, Hollywood Arms, Sweeney Todd, Billy Elliot the Musical, y The Dark At The Top of the Stairs, por el cual ganó un premio Obie en 2007. Otros papeles incluyen: No, No Nanette, Very Good Eddie, First Lady Suite, Harold and Maude, My Life With Albertine, Bloomer Girl y Jolson. También actuó con Len Cariou en el concierto inaugural de Simply Sondheim, que celebraba la apertura del Sondheim Center for the Performing Arts.
Las distinciones de Champlin incluyen el premio OBIE de 2007, el Princess Grace Award, el título de campeona nacional de tap cuatro veces consecutivas y reconocimientos por parte de National Foundation for Advancement in the Arts y The Anna Sosenko Trust.
Sus trabajos en películas y televisión incluyen The Dark Half,  The View, Law & Order, The Rosie O'Donnell Show, y Live with Kelly and Ryan. En 2015 fue elegida para interpretar a Paula Proctor en la comedia dramática Crazy Ex-Girlfriend.
Champlin lanzó un álbum solista titulado Old Friends, actuó en un show llamado Finishing the Hat, y enseñó actuación en las universidades de Carnegie Mellon, Hartford, y Nueva York.

## Vida personal
Champlin se casó en 2010 con el actor Andrew Arrow y tuvieron un niño.

## Filmografía

### Televisión
| Año           | Título              | Papel                      | Notas                             |
| ------------- | ------------------- | -------------------------- | --------------------------------- |
| 2001          | By Jeeves           | Honoria Glossop            | Película de televisión            |
| 2008-2010     | Law & Order         | Sargento Angelyne Robinson | 2 episodios                       |
| 2011-2014     | Submissions Only    | Kim Gifford                | 6 episodios                       |
| 2014          | The Good Wife       | Myra Weymouth              | Episodio: "Oppo Research"         |
| 2015          | Younger             | Lori                       | Episodio: "I'm with Stupid"       |
| 2015-presente | Crazy Ex-Girlfriend | Paula Proctor              | Personaje principal, 31 episodios |
| 2018          | Another Period      | Hortense Bellacourt        | Personaje principal               |

### Películas
| Año  | Título           | Papel                         | Notas         |
| ---- | ---------------- | ----------------------------- | ------------- |
| 1993 | The Dark Half    | Niñera                        | Sin acreditar |
| 2008 | The Audition     | Monitora                      | Cortometraje  |
| 2009 | My Father's Will | Sandra                        |               |
| 2014 | Birdman          | Señora de Broadway            |               |
| 2017 | Downsizing       | Administradora de Leisureland |               |
| 2020 | Sigue el ritmo   | Barb                          |               |